# Pseudobonzia reticulata
Pseudobonzia reticulata är en spindeldjursart som först beskrevs av Heryford 1965.  Pseudobonzia reticulata ingår i släktet Pseudobonzia och familjen Cunaxidae. Inga underarter finns listade i Catalogue of Life.